# Fabio Maria Ciuffini
Fabio Maria Ciuffini (Siena, 16 marzo 1933) è un politico e progettista italiano.

## Biografia
Nato a Siena nel 1933, è ingegnere, urbanista e progettista di sistemi di trasporto. È stato professore a contratto nell’Università la Sapienza, nella facoltà di Ingegneria. Negli anni Settanta del secolo scorso, fu vicesindaco di Perugia e dette il via alle politiche di mobilità alternativa proponendo di inserire una serie di scale mobili nell’antica Rocca Paolina per servire il centro storico da lui pedonalizzato - primo esempio di sistemi ettometrici al servizio di una città - oltre ad ascensori in servizio pubblico.
Ideò inoltre il servizio Buxi, minibus su percorso fisso e fermate a domanda e introdusse il Telebus, minibus a domanda su percorso variabile, ambedue gestiti da cooperative di noleggiatori da rimessa, entrati in crisi con la diffusione dell’auto come trasporto di massa. Tutto ciò nella convinzione che ogni città abbia diritto ad una specifica combinazione di sistemi di trasporto sulla sua misura.
Dette anche il via ad una serie di opere pubbliche realizzate con il Cantiere Comunale da lui potenziato, come il completamento della circonvallazione cittadina, la realizzazione di oltre 100 km di nuove opere acquedottali, il nuovo Stadio comunale per la serie A, costruito in soli 4 mesi, anche con l’obiettivo di creare piena e buona occupazione.
Favorì anche il lavoro volontario di cittadini ed imprese con la creazione di un parco pubblico attrezzato ed una piscina.
È stato deputato per il PCI per tre legislature, propositore e/o relatore delle leggi di riforma dei suoli, urbanistica, tutela delle acque, piano decennale casa e piano decennale ANAS, oltre a normative sul trasporto merci stradale.
Negli anni ’80 è stato componente del C.d.A. del nuovo ente FS favorendo, fra l’altro, la progettazione della rete Alta Velocità italiana e pubblicando il suo primo libro: “Sul filo del binario”.
Negli anni ’90 ha scritto per la CEE  il “Programma per una città senza auto” introducendo il concetto di Unità di Prossimità (oggi chiamate Zone 15') e per l’EFILWC il libro “Transport and Public Spaces: the Connective Tissue of the Sustainable City”.
Come consulente del neonato Ministero dell’Ambiente fu impegnato con la proposta di legge dei Piani Urbani del Traffico, poi come libero professionista nei Piani della mobilità per Modica, Ragusa e della Penisola Sorrentina.
Nei primi anni Duemila ha progettato e diretto i lavori del Minimetrò di Perugia e, in seguito, ha partecipato come consulente e progettista ANAS ai progetti Strategici per la SS 106 Jonica Taranto – Reggio Calabria e la SS 14 da Cattolica a Foggia.
Attivo sempre in campo politico e tecnico ha pubblicato nel 2021 il libro “Città oltre l’auto” in cui espone le sue idee sulle varie forme di mobilità alternativa all’auto privata ad uso individuale -  pedonalità, ciclabilità, auto condivisa, TPL in sede riservata e propria, nonché a guida automatica ed a domanda, come sviluppo di BUXI e Telebus nelle piccole e medie città e nelle parti periferiche delle metropoli. In esso ha introdotto il concetto di “urbanistica dinamica" come integrazione costante tra la pianificazione della forma della città e quella dei sistemi di trasporto che la servono.
Incarichi pubblici: viene eletto nel collegio di Perugia con il Partito Comunista Italiano per tre mandati. Durante la VII legislatura è segretario della Commissione lavori pubblici alla Camera dei deputati.
«Il mio libro CITTÀ OLTRE L’AUTO non è un processo né un’invettiva contro l’auto. È il progetto di come se ne possa anche fare a meno». (F.M.Ciuffini)